# Regional Internet Registry
Et regional Internet registry (RIR) er en organisation, som overvåger registreringen af internet-nummerressourcer inden for en specifik region i verden. Disse ressourcer involverer bl.a. IP-adresser (IPv4 og IPv6).
| Internet | Spire Denne internet-relaterede artikel er en spire som bør udbygges. Du er velkommen til at hjælpe Wikipedia ved at udvide den. |